# Big Maybelle
Big Maybelle (Jackson, 1924. május 1. – Ohio, 1972. január 23.) amerikai R&B énekesnő. Big Maybelle az 1950-es évek egyik legfontosabb R&B énekesnője volt.

## Pályafutása
Big Maybelle gyermekkorában egy templomban énekelt. Kilenc évesen megnyert egy énekversenyt egy memphisi karneválon. Ezt követően 1936-ban profi énekes lett. Első lemezfelvétele Christine Chatman zenekarával 1944-ben született meg (Decca Records). 1947-ben három kislemezt tudott készíteni a King Records számára.
1947 és 1950 között Tiny Bradshaw zenekarával énekelt. Az Okeh Recordsnál születtek aztán meg első komoly sikerlemezeierei. 1952-ben  kiadott Gabbin' Blues harmadik helyezést ért el a rhythm and blues listákon. Az Okeh Recordsnál két kislemeze került még a top 10-be. Maybelle hűséges maradt ehhen a kiadóhoz 1955 végéig. Ez idő alatt az  Okeh Recordsnál megjelent a Whole Lotta Shakin' Goin' On (a későbbi Jerry Lee Lewis sláger). Ezután a Savoy Recordsnál aratott sikert a „Candy” című kislemeze.
Számos kiadóváltása – néha csak egyetlen kislemezzel − károsította művészi karrierjét. Későbbi éveiben Maybelle egyre inkább heroinfüggővé vált. 
1972-ben diabétesze következtében kómába esett, és egy clevelandi kórházban elhunyt.

## Életében megjelent lemezei
- 1954: Big Maybelle
- 1958: Big Maybelle Sings
- 1958: Blues, Candy and Big Maybelle
- 1962: What More Can a Woman Do?
- 1964: The Soul of Big Maybelle
- 1966: Saga of the Good Life and Hard Times
- 1967: Got a Brand New Bag
- 1967: Gabbin' Blues
- 1968: The Gospel Soul of Big Maybelle

## CD
- 1994: The complete Okey Sessions 1952-55
- 2007: I've Got a Feelin' − OKeh & Savoy Recordings 1952-56

## Filmek
- „Yesterday's Kisses”
- Szerepel a „Jazz on a Summer's Day” című dokumentumfilmben, amelyet az 1958-as Newport Jazz Festivalon forgattak.

## Díjak
- 1956: Grammy Hall of Fame

## Fordítás
Ez a szócikk részben vagy egészben  a   Dominique Big Maybelle című német Wikipédia-szócikk ezen változatának fordításán alapul.  Az eredeti cikk szerkesztőit annak laptörténete sorolja fel. Ez a jelzés csupán a megfogalmazás eredetét és a szerzői jogokat jelzi, nem szolgál a cikkben szereplő információk forrásmegjelöléseként.